# Edward Somerset
För andra betydelser, se Edward Somerset (olika betydelser).

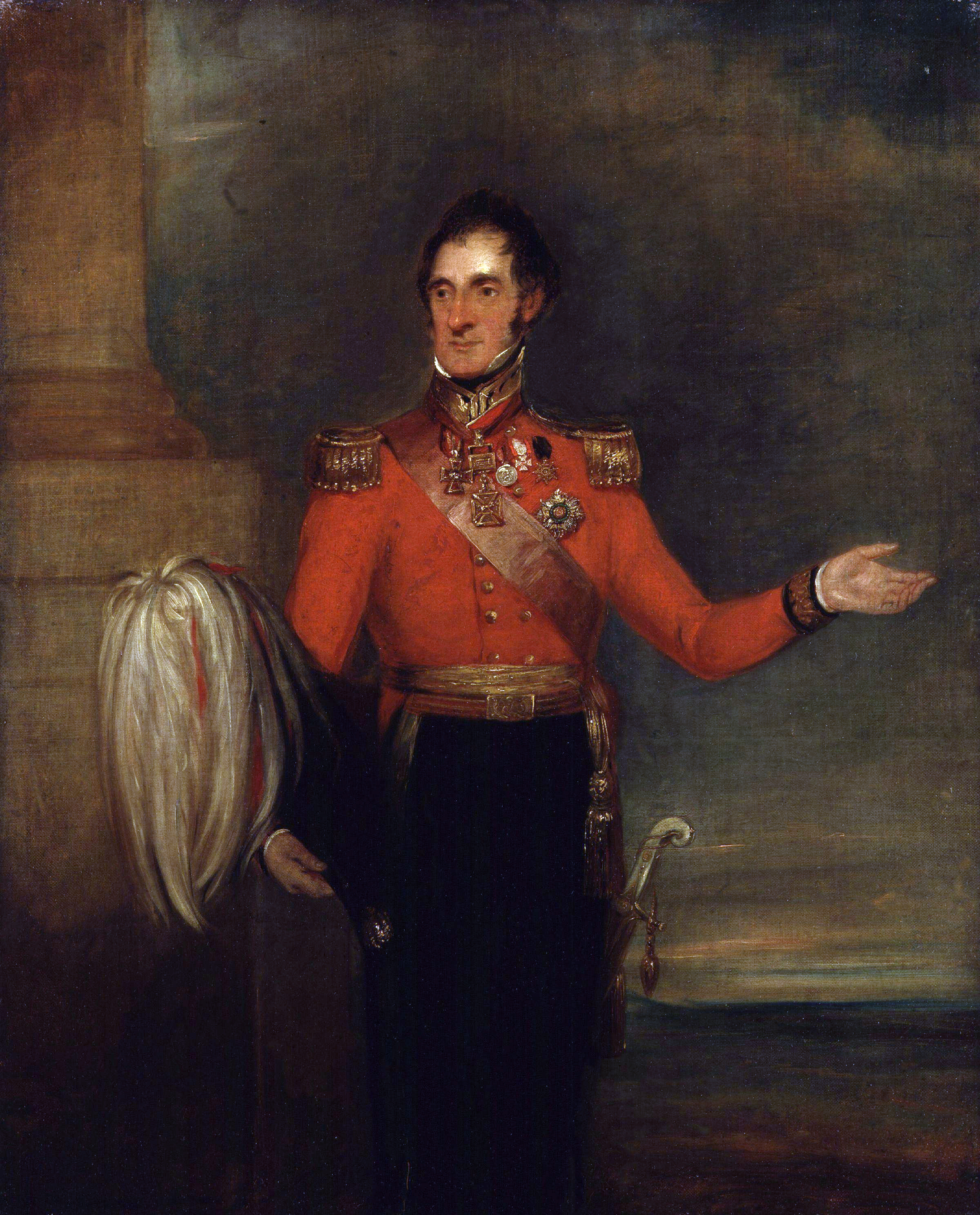
Lord Edward Somerset.

Lord Robert Edward Henry Somerset, född 19 december 1776 på Badminton House i Badminton, Gloucestershire, död 1 september 1842 i London, var en brittisk militär. Han var son till Henry Somerset, 5:e hertig av Beaufort samt bror till Henry Somerset, 6:e hertig av Beaufort, Charles Henry Somerset och Fitzroy Somerset, 1:e baron Raglan.
Somerset utmärkte sig under spanska självständighetskriget som regementschef i slagen vid Talavera, Busaco och Salamanca, ledde vid Waterloo (1815) livkavalleribrigadens berömda kavalleriattack mot Milhaus kyrassiärer och utnämndes 1841 till general.